# Mavis Tiller
Mavis Ada Tiller, geb. Gell (C.B.E.) (* 25. November 1901 in Wellington, Neuseeland; † 28. Juli 1989 in London, Vereinigtes Königreich) war eine neuseeländische Wissenschaftlerin, Frauenrechtlerin und u. a. von 1966 bis 1970 Präsidentin des National Council of Women of New Zealand (NCWNZ).

## Frühes Leben
Mavis Ada Gell wurde am 25. November 1901 als erste Tochter von John Gell, einem Beamten des neuseeländischen Post- and Telegraph Department,  in Wellington geboren. Über ihre Kindheit ist nichts bekannt. Auch ist nicht dokumentiert, wann die Familie nach Großbritannien auswanderte.

## Großbritannien
Mavis studierte am Bedford College der University of London Chemie und beendete ihr Studium 1923 mit einem Bachelor of Science in dem Fach.

## Südafrika und Australien
Nach dem Studium ging sie nach Südafrika und arbeitete in Johannesburg als Lehrerin für Naturwissenschaften an der Eoedean School. 1927 war sie dann als Prüferin in Broken Hill in Australien tätig und ging anschließend wieder zurück nach Großbritannien.

## Vereinigtes Königreich
Von 1932 bis 1936 arbeitete sie in der Metallurgieabteilung des National Physical Laboratory in Teddington, einem Stadtteil von London. Am 11. September 1937 heiratete sie Leslio W. Tiller in der St. Alban's Church in Teddington und nahm seinen Namen an. Sie verließen Großbritannien noch in der Vermählungswoche auf der Rangitiki mit dem Ziel Neuseeland.

## Neuseeland
Tiller lebte mit ihrem Mann in Wellington. Dort bekamen sie nacheinander 1938, 1941 und 1944 drei Kinder. Anfang der 1950er Jahr begann sich Tiller mehr und mehr gesellschaftspolitisch zu engagieren. Den Beginn machte sie mit der Wellington Mothers' Helpers Association, deren Präsidentin sie 19 Jahre lang war, und mit der Mother's Helpers Society and school affairs.
Des Weiteren war sie:
- von 1961 bis 1966 Präsidentin des Wellingtonner Zweigs der National Council of Women of New Zealand[6]
- von 1964 bis 1969 International Council of Womens standing committee on education[6]
- von 1966 bis 1970 Präsidentin der National Council of Women of New Zealand (NCWNZ)[7]
- Mitglied im International Council of Women, wo sie 1966 Neuseeland in Teheran vertrat, 1970 die neuseeländische Delegation in Bangkok leitete und 1973 Mitglied der Delegation in Wien war.[6]
- Commissioner on the Royal Commission on Social Security in New Zealand, die 1972 ihren Bericht abgab[8]
- von 1973 bis 1982 zunächst Vize-Convenor und danach Convenor (Person, die Versammlungen einberuft) des International Council of Women's Standing Committee on International Relations and Peace[7]
- Mitglied im Wellington Social Services Committee and Parliamentary Watch Committee[8]
- Mitglied in der Women's Migration and Overseas Appointments Society[8]

Mavis Ada Tiller verstarb am 28. Juli 1989 in London.

## Ehrungen
- 1987 – O.B.E. (Officer) – New Zealand Gazette – Für Dienste an der Gemeinschaft in Neuseeland (15. Januar 1987).[9]
- 1971 – O.B.E. (Officer) – The London Gazette – Für ihre wertvollen Dienste als nationale Präsidentin des National Council of Women (4. Juni 1971).[10]
- 1976 – Adelaide Ristori Prize, vom Italian Cultural Centre verliehen[11]
- 1986 – C.B.E. (Commander) – The London Gazette – Für Dienste an der Gemeinschaft (30. Dezember 1986).[12]